# Course en ligne masculine de cyclisme sur route aux Jeux olympiques d'été de 2016
Navigation
Londres 2012 Tokyo 2020
La course en ligne masculine de cyclisme sur route, épreuve de cyclisme des Jeux olympiques d'été de 2016, a lieu le 6 août 2016 à Rio de Janeiro sur 241,5 kilomètres. L'arrivée et le départ sont situés au Fort de Copacabana.

## Qualification
Les cinq pays les mieux classés au classement final de l'UCI World Tour 2015 peuvent aligner cinq coureurs pour représenter leur pays. Les nations avec cinq coureurs sont : l'Espagne, l'Italie, la Colombie, la Grande-Bretagne et la Belgique.
Les dix pays suivants (6e au 15e) au classement final de l'UCI World Tour 2015 peuvent aligner quatre coureurs pour représenter leur pays. Les nations avec quatre coureurs sont : la France, les Pays-Bas , l'Australie, l'Allemagne, la Norvège, la Pologne, le Portugal, la République Tchèque et la Slovénie et la Suisse.
Les cinq autres premiers pays de l'UCI Europe Tour — Ukraine, Russie, Danemark — en plus du Canada et l'Argentine (les deux premiers de l'UCI America Tour), l'Iran (premier de  l'UCI Asia Tour) et le Maroc (premier de l'UCI Africa Tour) alignent trois coureurs. Les autres nations présentes dans la course sont représentées par un ou deux coureurs. Il y a un total de 144 coureurs au départ.

## Parcours
|  |  |  |

Le parcours de la course masculine est tracé sur 241,6 km. À partir de Fort Copacabana, le peloton se dirige à l'ouest pour passer à travers les plages d'Ipanema, Barra et Reserva Maripendi par la route côtière menant au circuit de Grumari long de 24,8 km à Pontal. Après quatre tours du secteur de Grumari (pour un total de 99,2 km), la course retourne à l'est par la même route côtière pour entrer sur la boucle de 25,7 km du Circuit Vista Chinesa à Gávea pour trois tours (pour un total de 77,1 km) avant de terminer l'épreuve en se dirigeant vers Fort Copacabana.

## Aquece Rio-International Road Cycling Challenge
En août 2015, 72 coureurs répartis dans 16 équipes prennent part à la Aquece Rio-International Road Cycling Challenge. Cette course sert de test à un an des Jeux olympiques de Rio 2016. La victoire est revenue au Français Alexis Vuillermoz.

## Favoris
En raison du profil du parcours, les coureurs annoncés comme favoris sont tous réputés pour leurs qualités de grimpeur et de descendeur. La liste des favoris comprend plusieurs noms comme Christopher Froome, Alejandro Valverde, Vincenzo Nibali, Michał Kwiatkowski, Rui Costa et Romain Bardet. 
Certains médias anglo-saxons estiment que Froome peut bénéficier de l'aide de certains de ses coéquipiers de l'équipe Sky pour essayer de réaliser un exploit historique. En remportant l'or, il deviendrait la première personne à remporter le Tour de France et le titre olympique en ligne la même saison.

## Résultat
| Rang        | Coureur                     | Pays                   | Temps          |
| ----------- | --------------------------- | ---------------------- | -------------- |
|             | Greg Van Avermaet           | Belgique               | 6h 10 min 05 s |
|             | Jakob Fuglsang              | Danemark               | m.t.           |
|             | Rafał Majka                 | Pologne                | + 5 s          |
| 4           | Julian Alaphilippe          | France                 | + 22 s         |
| 5           | Joaquim Rodríguez           | Espagne                | m.t.           |
| 6           | Fabio Aru                   | Italie                 | m.t.           |
| 7           | Louis Meintjes              | Afrique du Sud         | m.t.           |
| 8           | Andrey Zeits                | Kazakhstan             | + 25 s         |
| 9           | Tanel Kangert               | Estonie                | + 1 min 47 s   |
| 10          | Rui Costa                   | Portugal               | + 2 min 29 s   |
| 11          | Geraint Thomas              | Grande-Bretagne        | m.t.           |
| 12          | Christopher Froome          | Grande-Bretagne        | + 2 min 58 s   |
| 13          | Dan Martin                  | Irlande                | m.t.           |
| 14          | Emanuel Buchmann            | Allemagne              | m.t.           |
| 15          | Adam Yates                  | Grande-Bretagne        | + 3 min 03 s   |
| 16          | Brent Bookwalter            | États-Unis             | + 3 min 31 s   |
| 17          | Bauke Mollema               | Pays-Bas               | m.t.           |
| 18          | Kristijan Đurasek           | Croatie                | m.t.           |
| 19          | Sébastien Reichenbach       | Suisse                 | m.t.           |
| 20          | Fränk Schleck               | Luxembourg             | m.t.           |
| 21          | Esteban Chaves              | Colombie               | + 3 min 34 s   |
| 22          | Serge Pauwels               | Belgique               | + 6 min 12 s   |
| 23          | Alexis Vuillermoz           | France                 | m.t.           |
| 24          | Romain Bardet               | France                 | m.t.           |
| 25          | Simon Clarke                | Australie              | m.t.           |
| 26          | Primož Roglič               | Slovénie               | + 9 min 38 s   |
| 27          | Yukiya Arashiro             | Japon                  | m.t.           |
| 28          | Daryl Impey                 | Afrique du Sud         | m.t.           |
| 29          | Nicolas Roche               | Irlande                | m.t.           |
| 30          | Alejandro Valverde          | Espagne                | m.t.           |
| 31          | Sergey Chernetskiy          | Russie                 | m.t.           |
| 32          | Christopher Juul Jensen     | Danemark               | m.t.           |
| 33          | George Bennett              | Nouvelle-Zélande       | + 11 min 49 s  |
| 34          | Fabian Cancellara           | Suisse                 | m.t.           |
| 35          | Ramūnas Navardauskas        | Lituanie               | + 12 min 18 s  |
| 36          | André Cardoso               | Portugal               | m.t.           |
| 37          | Eduardo Sepúlveda           | Argentine              | m.t.           |
| 38          | Pavel Kochetkov             | Russie                 | m.t.           |
| 39          | Steven Kruijswijk           | Pays-Bas               | m.t.           |
| 40          | Damiano Caruso              | Italie                 | m.t.           |
| 41          | Andriy Grivko               | Ukraine                | + 13 min 18 s  |
| 42          | Philippe Gilbert            | Belgique               | m.t.           |
| 43          | Daniel Teklehaimanot        | Érythrée               | + 19 min 20 s  |
| 44          | Georg Preidler              | Autriche               | + 19 min 37 s  |
| 45          | Patrik Tybor                | Slovaquie              | + 20 min 00 s  |
| 46          | Aleksejs Saramotins         | Lettonie               | m.t.           |
| 47          | Anass Aït El Abdia          | Maroc                  | m.t.           |
| 48          | Lars Petter Nordhaug        | Norvège                | m.t.           |
| 49          | Kanstantsin Siutsou         | Biélorussie            | m.t.           |
| 50          | Vegard Stake Laengen        | Norvège                | m.t.           |
| 51          | Ioánnis Tamourídis          | Grèce                  | m.t.           |
| 52          | Jan Polanc                  | Slovénie               | m.t.           |
| 53          | José Mendes                 | Portugal               | m.t.           |
| 54          | Andrey Amador               | Costa Rica             | m.t.           |
| 55          | Michael Woods               | Canada                 | m.t.           |
| 56          | Michał Gołaś                | Pologne                | m.t.           |
| 57          | Simon Špilak                | Slovénie               | m.t.           |
| 58          | Petr Vakoč                  | République tchèque     | m.t.           |
| 59          | Toms Skujiņš                | Lettonie               | m.t.           |
| 60          | Chris Anker Sørensen        | Danemark               | m.t.           |
| 61          | Bakhtiyar Kozhatayev        | Kazakhstan             | m.t.           |
| 62          | Michał Kwiatkowski          | Pologne                | m.t.           |
| 63          | Alessandro De Marchi        | Italie                 | + 20 min 05 s  |
| Hors délais |                             |                        |                |
| –           | Murilo Fischer              | Brésil                 | + 31 min 47 s  |
| –           | Ignatas Konovalovas         | Lituanie               | m.t.           |
| Abandon     |                             |                        |                |
| –           | Jonathan Castroviejo        | Espagne                | Abd            |
| –           | Imanol Erviti               | Espagne                | Abd            |
| –           | Ion Izagirre                | Espagne                | Abd            |
| –           | Sergio Henao                | Colombie               | Abd            |
| –           | Miguel Ángel López          | Colombie               | Abd            |
| –           | Jarlinson Pantano           | Colombie               | Abd            |
| –           | Rigoberto Urán              | Colombie               | Abd            |
| –           | Warren Barguil              | France                 | Abd            |
| –           | Steve Cummings              | Grande-Bretagne        | Abd            |
| –           | Ian Stannard                | Grande-Bretagne        | Abd            |
| –           | Rohan Dennis                | Australie              | Abd            |
| –           | Scott Bowden                | Australie              | Abd            |
| –           | Richie Porte                | Australie              | Abd            |
| –           | Laurens De Plus             | Belgique               | Abd            |
| –           | Tim Wellens                 | Belgique               | Abd            |
| –           | Tom Dumoulin                | Pays-Bas               | Abd            |
| –           | Wout Poels                  | Pays-Bas               | Abd            |
| –           | Vincenzo Nibali             | Italie                 | Abd            |
| –           | Diego Rosa                  | Italie                 | Abd            |
| –           | Michael Albasini            | Suisse                 | Abd            |
| –           | Steve Morabito              | Suisse                 | Abd            |
| –           | Simon Geschke               | Allemagne              | Abd            |
| –           | Maximilian Levy             | Allemagne              | Abd            |
| –           | Tony Martin                 | Allemagne              | Abd            |
| –           | Edvald Boasson Hagen        | Norvège                | Abd            |
| –           | Sven Erik Bystrøm           | Norvège                | Abd            |
| –           | Maciej Bodnar               | Pologne                | Abd            |
| –           | Jan Bárta                   | République tchèque     | Abd            |
| –           | Leopold König               | République tchèque     | Abd            |
| –           | Zdeněk Štybar               | République tchèque     | Abd            |
| –           | Denys Kostyuk               | Ukraine                | Abd            |
| –           | Andriy Khripta              | Ukraine                | Abd            |
| –           | Matej Mohorič               | Slovénie               | Abd            |
| –           | Ghader Mizbani              | Iran                   | Abd            |
| –           | Arvin Moazemi               | Iran                   | Abd            |
| –           | Samad Poor Seiedi           | Iran                   | Abd            |
| –           | Nélson Oliveira             | Portugal               | Abd            |
| –           | Abderrahmane Mansouri       | Algérie                | Abd            |
| –           | Youcef Reguigui             | Algérie                | Abd            |
| –           | Stefan Denifl               | Autriche               | Abd            |
| –           | Soufiane Haddi              | Maroc                  | Abd            |
| –           | Mouhssine Lahsaini          | Maroc                  | Abd            |
| –           | Taylor Phinney              | États-Unis             | Abd            |
| –           | Rein Taaramäe               | Estonie                | Abd            |
| –           | Zac Williams                | Nouvelle-Zélande       | Abd            |
| –           | Antoine Duchesne            | Canada                 | Abd            |
| –           | Hugo Houle                  | Canada                 | Abd            |
| –           | Vasil Kiryienka             | Biélorussie            | Abd            |
| –           | Kōhei Uchima                | Japon                  | Abd            |
| –           | Kim Ok-cheol                | Corée du Sud           | Abd            |
| –           | Seo Joon-yong               | Corée du Sud           | Abd            |
| –           | Jonathan Monsalve           | Venezuela              | Abd            |
| –           | Miguel Ubeto                | Venezuela              | Abd            |
| –           | Matija Kvasina              | Croatie                | Abd            |
| –           | Daniel Díaz                 | Argentine              | Abd            |
| –           | Maximiliano Richeze         | Argentine              | Abd            |
| –           | Cheung King Lok             | Hong Kong              | Abd            |
| –           | José Luis Rodríguez Aguilar | Chili                  | Abd            |
| –           | Adrien Niyonshuti           | Rwanda                 | Abd            |
| –           | Maksym Averin               | Azerbaïdjan            | Abd            |
| –           | Serghei Tvetcov             | Roumanie               | Abd            |
| –           | Luis Lemus                  | Mexique                | Abd            |
| –           | Onur Balkan                 | Turquie                | Abd            |
| –           | Ahmet Örken                 | Turquie                | Abd            |
| –           | Kléber Ramos                | Brésil                 | Abd            |
| –           | Ali Nouisri                 | Tunisie                | Abd            |
| –           | Stefan Hristov              | Bulgarie               | Abd            |
| –           | Manuel Rodas                | Guatemala              | Abd            |
| –           | Byron Guamá                 | Équateur               | Abd            |
| –           | Ivan Stević                 | Serbie                 | Abd            |
| –           | Tsgabu Grmay                | Éthiopie               | Abd            |
| –           | Diego Milán                 | République dominicaine | Abd            |
| –           | Dan Craven                  | Namibie                | Abd            |
| –           | Óscar Soliz                 | Bolivie                | Abd            |
| –           | Qëndrim Guri                | Kosovo                 | Abd            |
| –           | Brian Babilonia             | Porto Rico             | Abd            |
| –           | Yousif Mirza                | Émirats arabes unis    | Abd            |
| –           | Ariya Phounsavath           | Laos                   | Abd            |
| –           | Alexey Kurbatov             | Russie                 | Abd            |

## Liste de départ
Les coureurs suivants ont été sélectionnés par les différents CNO.
| Coureur                     | Pays                |
| --------------------------- | ------------------- |
| Daryl Impey                 | Afrique du Sud      |
| Louis Meintjes              | Afrique du Sud      |
| Abderrahmane Mansouri       | Algérie             |
| Youcef Reguigui             | Algérie             |
| Emanuel Buchmann            | Allemagne           |
| Simon Geschke               | Allemagne           |
| Maximilian Levy             | Allemagne           |
| Tony Martin                 | Allemagne           |
| Daniel Díaz                 | Argentine           |
| Maximiliano Richeze         | Argentine           |
| Eduardo Sepúlveda           | Argentine           |
| Simon Clarke                | Australie           |
| Rohan Dennis                | Australie           |
| Richie Porte                | Australie           |
| Scott Bowden                | Australie           |
| Stefan Denifl               | Autriche            |
| Georg Preidler              | Autriche            |
| Maksym Averin               | Azerbaïdjan         |
| Laurens De Plus             | Belgique            |
| Philippe Gilbert            | Belgique            |
| Serge Pauwels               | Belgique            |
| Greg Van Avermaet           | Belgique            |
| Tim Wellens                 | Belgique            |
| Vasil Kiryienka             | Biélorussie         |
| Kanstantsin Siutsou         | Biélorussie         |
| Óscar Soliz                 | Bolivie             |
| Murilo Fischer              | Brésil              |
| Kléber Ramos                | Brésil              |
| Stefan Hristov              | Bulgarie            |
| Antoine Duchesne            | Canada              |
| Hugo Houle                  | Canada              |
| Michael Woods               | Canada              |
| José Luis Rodríguez Aguilar | Chili               |
| Esteban Chaves              | Colombie            |
| Sergio Henao                | Colombie            |
| Miguel Ángel López          | Colombie            |
| Jarlinson Pantano           | Colombie            |
| Rigoberto Urán              | Colombie            |
| Seo Joon-yong               | Corée du Sud        |
| Kim Ok-cheol                | Corée du Sud        |
| Andrey Amador               | Costa Rica          |
| Kristijan Đurasek           | Croatie             |
| Matija Kvasina              | Croatie             |
| Jakob Fuglsang              | Danemark            |
| Christopher Juul Jensen     | Danemark            |
| Chris Anker Sørensen        | Danemark            |
| Yousif Mirza                | Émirats arabes unis |
| Byron Guamá                 | Équateur            |
| Daniel Teklehaimanot        | Érythrée            |
| Jonathan Castroviejo        | Espagne             |
| Imanol Erviti               | Espagne             |
| Ion Izagirre                | Espagne             |
| Joaquim Rodríguez           | Espagne             |
| Alejandro Valverde          | Espagne             |
| Tanel Kangert               | Estonie             |
| Rein Taaramäe               | Estonie             |
| Brent Bookwalter            | États-Unis          |
| Taylor Phinney              | États-Unis          |
| Tsgabu Grmay                | Éthiopie            |
| Julian Alaphilippe          | France              |
| Romain Bardet               | France              |
| Warren Barguil              | France              |
| Alexis Vuillermoz           | France              |
| Steve Cummings              | Grande-Bretagne     |
| Christopher Froome          | Grande-Bretagne     |
| Ian Stannard                | Grande-Bretagne     |
| Geraint Thomas              | Grande-Bretagne     |
| Adam Yates                  | Grande-Bretagne     |
| Ioánnis Tamourídis          | Grèce               |
| Manuel Rodas                | Guatemala           |
| Cheung King Lok             | Hong Kong           |
| Ghader Mizbani              | Iran                |
| Arvin Moazemi               | Iran                |
| Samad Poor Seiedi           | Iran                |

| Coureur               | Pays                   |
| --------------------- | ---------------------- |
| Daniel Martin         | Irlande                |
| Nicolas Roche         | Irlande                |
| Fabio Aru             | Italie                 |
| Damiano Caruso        | Italie                 |
| Alessandro De Marchi  | Italie                 |
| Vincenzo Nibali       | Italie                 |
| Diego Rosa            | Italie                 |
| Yukiya Arashiro       | Japon                  |
| Kōhei Uchima          | Japon                  |
| Bakhtiyar Kozhatayev  | Kazakhstan             |
| Alexey Lutsenko       | Kazakhstan             |
| Qëndrim Guri          | Kosovo                 |
| Ariya Phounsavath     | Laos                   |
| Toms Skujiņš          | Lettonie               |
| Aleksejs Saramotins   | Lettonie               |
| Ignatas Konovalovas   | Lituanie               |
| Ramūnas Navardauskas  | Lituanie               |
| Fränk Schleck         | Luxembourg             |
| Anass Aït El Abdia    | Maroc                  |
| Soufiane Haddi        | Maroc                  |
| Mouhssine Lahsaini    | Maroc                  |
| Luis Lemus            | Mexique                |
| Dan Craven            | Namibie                |
| Edvald Boasson Hagen  | Norvège                |
| Sven Erik Bystrøm     | Norvège                |
| Vegard Stake Laengen  | Norvège                |
| Lars Petter Nordhaug  | Norvège                |
| George Bennett        | Nouvelle-Zélande       |
| Zac Williams          | Nouvelle-Zélande       |
| Tom Dumoulin          | Pays-Bas               |
| Steven Kruijswijk     | Pays-Bas               |
| Bauke Mollema         | Pays-Bas               |
| Wout Poels            | Pays-Bas               |
| Maciej Bodnar         | Pologne                |
| Michał Gołaś          | Pologne                |
| Michał Kwiatkowski    | Pologne                |
| Rafał Majka           | Pologne                |
| Brian Babilonia       | Porto Rico             |
| André Cardoso         | Portugal               |
| Rui Costa             | Portugal               |
| José Mendes           | Portugal               |
| Nélson Oliveira       | Portugal               |
| Diego Milán           | République dominicaine |
| Jan Bárta             | République tchèque     |
| Leopold König         | République tchèque     |
| Zdeněk Štybar         | République tchèque     |
| Petr Vakoč            | République tchèque     |
| Serghei Tvetcov       | Roumanie               |
| Sergey Chernetskiy    | Russie                 |
| Pavel Kochetkov       | Russie                 |
| Alexey Kurbatov       | Russie                 |
| Adrien Niyonshuti     | Rwanda                 |
| Ivan Stević           | Serbie                 |
| Patrik Tybor          | Slovaquie              |
| Matej Mohorič         | Slovénie               |
| Jan Polanc            | Slovénie               |
| Primož Roglič         | Slovénie               |
| Simon Špilak          | Slovénie               |
| Michael Albasini      | Suisse                 |
| Fabian Cancellara     | Suisse                 |
| Steve Morabito        | Suisse                 |
| Sébastien Reichenbach | Suisse                 |
| Ali Nouisri           | Tunisie                |
| Ahmet Örken           | Turquie                |
| Onur Balkan           | Turquie                |
| Andriy Grivko         | Ukraine                |
| Denys Kostyuk         | Ukraine                |
| Mark Padun            | Ukraine                |
| Jonathan Monsalve     | Venezuela              |
| Miguel Ubeto          | Venezuela              |

Hors-délais (HD)
Les règles de l'UCI fixent les délais pour une course d'un jour (article 2.3.039) à 5 % par rapport au temps du vainqueur pour pouvoir être classé.